# Nadieh
Karin Francine Anne Meis (La Haya, 7 de septiembre de 1958 – Utrecht, 5 de abril de 1996), conocida ampliamente por su seudónimo Nadieh, fue una cantautora neerlandesa.

## Biografía
Nadieh provenía de una familia con tres hermanos mayores y una hermana menor. Su padre, el ingeniero Frans Meis, era indonesio y su madre, Wil Donck, de Scheveningen. Nadieh creció en Leiderdorp. De niña ya vio los ensayos de Earth and Fire, la banda de Jerney Kaagman que le otorgaría un Arpa de Plata años después. En su adolescencia recibió lecciones de música de Jim ten Boske. Nadieh se casó con el profesor de química y bahá'í iraní Zia Reyhani el 14 de septiembre de 1979, con quien tuvo una hija, Nadie (17 de noviembre de 1981) y un hijo, Rafi (28 de octubre de 1985). Al final de su vida vivió con Karla 'Karrie' Kemp y su hija Kiki. Nadieh estudió psicología y árabe en Leiden y Ámsterdam. El nombre artístico Nadieh significa 'llamador' en árabe.
Como Karin Reyhani, Nadieh cantó a principios de la década de 1980 con Kees Buenen en la BB Band, quien obtuvo éxitos con Stille Willie (en 1981) y Hallo je spreekt met Karin y cantó el sencillo con tintes feministas Ik wil de straat terug en la banda De Dupe, también conocida como Buenen. Nadieh hizo su gran avance en 1987 con Windforce 11. El disco se reprodujo mucho en Radio 3 y alcanzó el puesto 23 en el Nederlandse Top 40 y el puesto 29 en el National Hitparade. El álbum debut Land of Tá, producido por Hans Vermeulen y Kees Buenen, recibió un Arpa de Plata y un Edison en 1987.
La canción Haifa blue, extraída del segundo álbum, ganó el primer premio en la categoría del Premio a los Mejores Cantantes en el Concurso Mundial de la Canción en Japón en 1987. En 1988 este segundo álbum, Company of Fools, fue galardonado con un CD Award. Stuart y Bradley James escribieron y produjeron tres canciones en este álbum.
En 1989 vio el lanzamiento del álbum de rock producido por Larry Lee No way back; tuvo algunos éxitos modestos. Ruth Jacott cantó coros en este álbum y la canción Splendid Morning (que Nadieh había escrito para su primer amor Onno, quien murió a la edad de 17 años) fue un dueto con el cantante Colin Blunstone. En 1991, después de años de hacer música rock, Nadieh comenzó a hacer canciones folklóricas y melódicas para escuchar y en ese año se lanzó el álbum Eye on the Waves, producido por Joey Balin, con músicos como el baterista Curt Cress y el bajista Pino Palladino. A pesar de estos grandes nombres, fracasó un avance internacional.
En 1992, Nadieh anunciaría su retiro del mundo del espectáculo. Se mudó con sus hijos al pueblo de Rhenoy, en Betuwe, y se concentró en criar caballos y hacer música. En 1994 autoeditó el álbum On my own y algunas canciones de Indonesia. Escribió letras para Paul de Leeuw y Marco Borsato. En este año también grabó el dúo Ik sta (adaptación del francés Là-Bas de Jean-Jacques Goldman y Sirima) con Erik Mesie. En 1995, Ruth Jacott interpretó la canción de Nadieh Live Me en su álbum Secrets. Mientras tanto, Nadieh y su hermana Manon 'Nonny' realizaron una gira teatral llamada 'Wuffelende Wolken', en la que las hermanas se acompañaron con guitarra.
La noche del Viernes Santo, 5 de abril de 1996, Nadieh falleció en Utrecht a la edad de 37 años a consecuencia de una embolia pulmonar y un cáncer de mama. Desde temprana edad había dicho que sabía que moriría joven. Fue enterrada en el cementerio reformado de Rhenoy, que se encuentra junto a su casa en Lingedijk. Su piedra representa un poema de Bahai, una guitarra, estrellas y olas.
En 1999, la Fundación Nadieh publicó póstumamente su trabajo en holandés en el álbum Leef me. En diciembre de 2006, diez años después de la muerte de Nadieh, la Fundación Nadieh lanzó póstumamente un segundo álbum: Go stand. Esta vez fueron canciones en inglés, canciones escritas por él mismo y una versión de Elton John: I need you to turn to. El álbum también presenta un dueto de Nadieh con su hija Nadie que se hizo para el Día de la Madre para la madre de Nadieh.
En 2005, la banda Colors of Grey de la hija de Nadieh, Nadie, lanzó un CD de folk. Sudden Flashback siguió en 2007.

## Premios
- Arpa de Plata y Edison para Land of Tá (1987)
- Premio a los mejores cantantes Yamaha World Song Festival por Haifa Blue (1987)
- CD Award por Company of Fools (1988)